# 올리비에 카포
나르시스-올리비에 카포-오부(Narcisse-Olivier Kapo-Obou, 1980년 9월 27일, 아비장 ~)는 흔히 올리비에 카포(Olivier Kapo)로 알려진 프랑스의 전 축구 선수로, 현역 시절 그의 포지션은 좌측 윙어였다.

## 클럽 경력

### 초기 경력
카포는 1999년, 오세르에서 프로데뷔를 하였다. 그는 2004년 여름에 유벤투스로 자유 이적하였으나, 토리노의 생활 적응에 애로를 겪었고, 파벨 네드베트의 좌측 미드필더 백업이었던 그는 자주 출전하지 못하였다. 그 결과, 그는 2005-06 시즌에 모나코로 임대되었다.
유벤투스가 세리에 B로 강제 강등된 후, 카포는 토리노로 복귀하였으나, 미드필더 자원이 아직도 넘쳤기에 다시 임대를 떠났다. 그는 스페인 라 리가 클럽 레반테와 계약하여 32경기 출전, 5골을 기록하였다.

### 버밍엄 시티

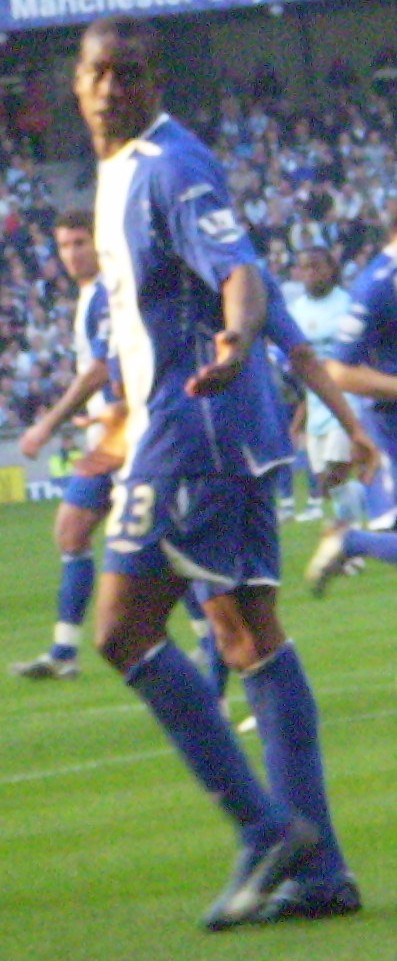
2007년, 버밍엄 시티의 카포

2007년, 카포는 버밍엄 시티와 £3M에 계약을 성사시켰다. 그는 클럽과 계약하기 위해 다른 제의를 거절하였고, 자신이 잉글랜드 축구에 더 적합하다고 덧붙였다. 그는 첼시와의 2007년 8월 12일 경기에서 프리미어리그 데뷔전을 치러 골까지 기록하였으나, 2-3 패배를 막지 못하였다.

### 위건 애슬레틱
2008년 7월 16일, 카포는 위건 애슬레틱과 £3.5M으로 추정되는 이적료에 3년 계약을 체결하였고, 이로 인해 그는 스티브 브루스 감독과 재회하게 되었다. 2008년 9월 24일, 그는 입스위치 타운과의 풋볼 리그컵 경기에서 위건 1호골을 넣어 팀의 4-1 승리를 도왔고, 첫 리그골은 1-2로 패한 첼시와의 2009년 2월 28일자 경기에서 나왔다. 2010년 1월 8일, 카포는 불로뉴로 6개월간 임대되었고, 같은해 8월에 상호 계약 해지로 위건을 떠났다.

### 셀틱
2010년 11월 4일, 카포는 셀틱과 18개월 계약을 맺었다. 그는 등번호 77번을 배정받았다. 그는 글래스고 연고의 클럽으로 이적하기 위해 분데스리가 클럽 프라이부르크 등의 클럽들이 제시한 더 나은 대우를 거절했다고 밝혔다. 그는 전 셀틱 선수이자 자신의 지인인 장-노엘 페리에-둠베와의 상의 및 추천을 통해 입단하게 되었다. 카포는 세인트 존스톤과의 스코틀랜드 프리미어리그 홈경기에서 후반에 교체로 데뷔하였고, 크로스바를 강타한 후 팀의 2번째 골을 도와 2-0 승리에 일조하였다. 그의 셀틱 계약이 2011년 1월에 종료되어 방출되었는데, 그는 클럽이 일방적으로 계약 조항을 바꾸어 클럽을 떠난 것으로 조작했다고 주장하였다.

### 알-아흘리
2011년 2월, 카포는 카타르 클럽 알-아흘리와 5개월 계약을 맺었다. 그는 3-1로 이긴 카타르와의 경기에서 2골을 득점해 팀의 2번째 승리를 선사하였다. 겨우 5경기 출장 2골을 기록한 후, 그는 그해 여름에 페르시아만 연고의 클럽과 계약을 해지하였다.

### 오세르 복귀
2012년 1월, 그는 친정팀 오세르의 훈련에 몇 주간 참석한 후, 18개월 계약을 맺었다.

### 레바디아코스
계약 종료 후, 그는 수페르리가 엘라다 클럽 레바디아코스와 2년 계약을 했다.
2014년 9월, 전 레바디아코스 선수는 프랑스 언론과의 인터뷰에서, "그리스 축구는 모든게 부패하였고, 마피아가 지배하나, FIFA와 UEFA는 이것을 그냥 방관하고 있다."라고 주장하였다.

## 국가대표팀 경력
카포는 프랑스 국가대표팀 경기에 9번 출전하였다. 그는 2003년 FIFA 컨페더레이션스컵에서 자국을 대표로 출전해 뉴질랜드를 상대로 득점을 기록하였고, 카메룬과의 결승전에도 교체로 출전해 프랑스의 승리를 도왔다. 그는 이집트와 세르비아 몬테네그로와의 친선경기에서도 득점 기록이 있다. 카포가 출전한 마지막 국가대표팀 경기는 2004년 경기였고, 2010년 11월에 셀틱으로 이적한 이후로 그는 국가대표팀 차출에 대한 꿈을 접었다.

## 수상

### 클럽
오세르
- 쿠프 드 프랑스: 2002–03

### 국가대표팀
프랑스
- FIFA 컨페더레이션스컵: 2003